# Constantino Vela de la Fuente
Constantino Vela de la Fuente (Irun, 23 de juny de 1909 - Barcelona, 12 de setembre de 1957) fou un futbolista basc de la dècada de 1930.
Nascut al País Basc, la seva trajectòria futbolística transcorregué a Catalunya. Començà a destacar a la UE Sants la temporada 1931-32. La temporada següent jugà amb el FC Barcelona, amb qui jugà 36 partits, un d'ells de lliga espanyola. A continuació ingressà a l'Iluro SC de Mataró, on jugà fins a la Guerra Civil. Finalitzada la guerra jugà a l'EC Granollers.
Disputà un partit amb la selecció de Catalunya.